# 埃庇米尼得斯陨石坑
埃庇米尼得斯陨石坑（Epimenides）是位于月球正面西南部的一座撞击坑。西面正对着形状奇特的海因泽尔陨石坑，北侧和东北坐落着小月海-恐怖湖。该陨石坑中心点月面坐标为40°54′S 30°12′W / 40.9°S 30.2°W，直径27公里，深约2000米深，可能形成于45.5-39.2亿年前的前酒海纪时期。
该陨石坑的外侧边缘大致呈圆形，但由于它处于不规则地形区而显得并不均匀。南部边缘鼓起，上面重叠着一座更小的构造。坑内地表相对平坦但无特色。东南方距埃庇米尼得斯坑南侧边缘约五公里处，坐落着卫星坑埃庇米尼得斯 S，除东侧部有一座小撞击凹坑外，该卫星坑在大小和形状上几乎与主坑相同。
该陨石坑以公元前六世纪克里特诗人和预言家埃庇米尼得斯之名命名。

## 卫星陨石坑
按照惯例，最靠近埃庇米尼得斯陨石坑的卫星坑在月表地图上将以字母标注在它的中心点旁边。
| 埃庇米尼得斯 | 纬度    | 经度    | 直径    |
| ------------ | ------- | ------- | ------- |
| A            | 43.2° S | 30.1° W | 15 公里 |
| B            | 41.6° S | 28.8° W | 10 公里 |
| C            | 42.3° S | 27.5° W | 4 公里  |
| S            | 41.6° S | 29.3° W | 26 公里 |